# Abdelkader Belmokhtar
Abdelkader Belmokhtar, né le 5 mars 1987 à Boufarik, est un coureur cycliste algérien.

## Biographie
En 2006, Abdelkader Belmokhtar participe à plusieurs compétitions du calendrier amateur français et suisse, sous les couleurs du Centre mondial du cyclisme. Il est notamment 2e d'une manche du Maillot des Jeunes, ou encore 8e d'une épreuve du Circuit des plages vendéennes. Cette expérience est cependant gâchée par une chute survenue lors d'une autre course en France, où il se fracture la clavicule. Il doit alors renoncer à prendre le départ de Liège-Bastogne-Liège espoirs. Sélectionné pour les mondiaux espoirs de Salzbourg, il se classe 49e du contre-la-montre et 114e de la course en ligne, à près de 7 minutes du vainqueur Gerald Ciolek. 
Il se révèle au cours de la saison 2007 en terminant deuxième du Tour des aéroports, après en avoir remporté deux étapes. Aux Jeux panarabes, il récolte la médaille d'argent du contre-la-montre. En Coupe des Nations Espoirs, il se distingue en terminant 6e et 7e d'étapes sur le Tour des régions italiennes, ou encore 14e du Grand Prix du Portugal. Au Tour de l'Avenir, il se montre également en réalisant deux tops 15. Aux championnats du monde espoirs de Stuttgart, il se classe 55e du contre-la-montre et 73e de la course en ligne, à plus de 3 minutes et 30 secondes du Slovaque Peter Velits.
En 2008, il termine 6e du Tour de Berne et 8e d'une étape du Tour des régions italiennes. Lors de la Coupe des nations Ville Saguenay, il s'illustre en prenant la deuxième place de la dernière étape, derrière le vainqueur final Thomas Vedel Kvist. En septembre, il est une nouvelle fois sélectionné pour disputer les championnats du monde, qui se tiennent à Varèse. Toujours chez les espoirs, il se classe 54e du contre-la-montre puis abandonne lors de la course en ligne.
Pendant quatre ans, il court au sein de clubs espagnols. Durant cette période, il décroche un succès à Soria en 2011, et termine notamment deuxième de la Laudio Saria en 2009, au Pays basque. Finalement, il ne parvient pas à décrocher de contrat en Europe et retourne courir en Algérie en 2013, dans l'équipe du Groupement sportif des pétroliers Algérie. En début d'année, il s'impose sur la troisième étape du Tour de Chlef, une compétition nationale et termine 9e du Tour d'Algérie.
Début 2015, il prend la troisième place de la Tropicale Amissa Bongo.derrière Rafaâ Chtioui et Giovanni Bernaudeau. Sur les courses algériennes, il termine 4e du Tour international de Constantine et du Grand Prix d'Oran, 5e du Tour international d'Oranie et 8e du Tour international d'Annaba. Il devient par ailleurs champion d'Algérie du contre-la-montre, et remporte le Tour national de Chlef, pour la seconde année consécutive. En fin d'année, il figure parmi une liste des 20 coureurs nommés pour le titre de « Cycliste africain de l'année ».

## Palmarès
- 2007
  - 1re et 6e étapes du Tour des aéroports
  - 2e du Tour des aéroports
  -  Médaillé d'argent du contre-la-montre aux Jeux panarabes
- 2009
  - 2e de la Laudio Saria
- 2011
  - San Saturio Saria
  - 2e du Premio Nuestra Señora de Oro
  - 3e du Dorletako Ama Saria
- 2013
  - 2e étape du Tour de Chlef
- 2014
  -  Champion arabe du contre-la-montre par équipes (avec Azzedine Lagab, Adil Barbari et Khaled Abdenbi)
  - Tour de Chlef I :
    - Classement général
    - 1re étape
- 2015
  -  Champion d'Algérie du contre-la-montre
  - Prologue du Tour de Tipaza
  - 3e de la Tropicale Amissa Bongo
- 2016
  - Tour de Djelfa :
    - Classement général
    - 1re étape

  - 2e du Critérium international de Sétif
- 2017
  - 2e étape du Tour de Mostaghanem
  - 1re étape du Tour de Jijel
  -  Médaillé d'argent du championnat d'Afrique du contre-la-montre par équipes
  - 2e du Tour de Jijel
  - 3e du Tour de Mostaghanem

## Classements mondiaux
| Année            | 2008 | 2009 | 2010 | 2011 | 2012 | 2013 | 2014 | 2015 | 2016 | 2017 |
| ---------------- | ---- | ---- | ---- | ---- | ---- | ---- | ---- | ---- | ---- | ---- |
| UCI Africa Tour  | 33e  |      |      |      |      | 188e |      | 22e  | 47e  | 26e  |
| UCI America Tour | 327e |      |      |      |      |      |      |      |      |      |
| UCI Europe Tour  | 974e |      |      |      |      |      |      |      |      |      |